# Înstrăinați
The Divide este un film SF post-apocaliptic thriller regizat de Xavier Gens și scris de Karl Mueller și Eron Sheean. În rolurile principale interpretează actorii Michael Biehn, Lauren German și Milo Ventimiglia. A fost distribuit în rețeaua de cinematografe americane începând cu 13 ianuarie 2012. A fost distribuit pe DVD în SUA începând cu 17 aprilie 2012. Filmul prezintă dezumanizarea unui grup izolat de oameni care se adăpostesc în subsolul unui bloc în urma unei conflagrații nucleare.

## Povestea
După ce mai multe explozii nucleare distrug New York-ul, rezidenții unui bloc coboară pe scări pentru a scăpa din clădire, doar pentru ca un grup mic de 8 persoane să scape în subsolul clădirii. Aceștia sunt Eva și iubitul ei - Sam, Josh și fratele lui - Adrien, prietenul lui Josh - Bobby, Marilyn și fiica sa - Wendi, și Devlin care năvălesc pe scări într-un bunker improvizat de administratorul blocului, Mickey, care este foarte nemulțumit că a fost nevoit să-i lase în interior. După o vreme unii vor să iasă afară, dar Mickey le interzice de frica radiațiilor. Mai târziu ușa de la intrare în subsol este sudată din exterior și înăuntru pătrunde o echipă de soldați echipați în costume de protecție antiradiație, nimeni nu știe dacă sunt americani sau invadatori, soldați sau civili. Aceștia încep să vorbească într-o limbă necunoscută, deschid focul și o răpesc pe Wendi. O parte din soldați ies afară cu Wendi în timp ce ceilalți se luptă cu ocupanții subsolului care reușesc să doboare doi străini. Josh se oferă voluntar pentru a o căuta pe Wendi și iese afară îmbrăcat într-un costum și având o armă.

## Actori
- Lauren German este Eva
- Michael Biehn este Mickey
- Milo Ventimiglia este Josh
- Courtney B. Vance este Delvin
- Ashton Holmes este Adrien
- Rosanna Arquette este Marilyn
- Iván González este Sam
- Michael Eklund este Bobby
- Abbey Thickson este Wendi